# 秦家镇 (绥化市)
秦家镇，是中华人民共和国黑龙江省绥化市北林区下辖的一个乡镇级行政单位。

## 行政区划
秦家镇下辖以下地区：
秦家街社区、民兴村、秦家村、西口子村、梨树村、富贵村、长山村和全发村。